# Andy Mulligan
Pour les articles homonymes, voir Mulligan.

a Compétitions nationales et continentales officielles uniquement.

b Matchs officiels uniquement.
Dernière mise à jour le 23 février 2012.
Andrew Armstrong Mulligan dit Andy Mulligan, né le 4 février 1936 à Kasauli (Raj britannique, aujourd'hui en Inde) et mort le 24 février 2001 à Medford dans l'Oregon, est un joueur de rugby à XV qui a évolué avec l'équipe d'Irlande au poste de demi de mêlée. 

## Biographie
Mulligan fréquente l’école de Gresham à Holt dans le Norfolk, où il est capitaine de l'équipe de rugby.
Il dispute son premier  match international, le 28 janvier 1956, contre l'équipe de France. Son dernier match est contre l'équipe d'Afrique du Sud, le 13 mai 1961. Mulligan est trois fois capitaine de l'équipe d'Irlande, il dispute un test match avec les Lions britanniques en 1959 contre les All-Blacks.

## Statistiques en équipe nationale
- 22 sélections avec l'Irlande
- Sélections par années : 2 en 1956, 4 en 1957, 4 en 1958, 4 en 1959, 5 en 1960, 3 en 1961
- Tournois des Cinq Nations disputés : 1956 à 1961 inclus